# Macroglossum trochilus
Macroglossum trochilus ist ein Schmetterling (Nachtfalter) aus der Familie der Schwärmer (Sphingidae).

## Merkmale
Die Falter haben eine Vorderflügellänge von 14 bis 18 Millimetern. Kopf und Thorax sind grünlich-gelb. Die Vorderflügel sind braun und haben rosafarbene oder grünliche Binden. Der Hinterleib ist orange und hat dunkle Binden und einen dunklen Haarbüschel am Hinterleibsende. Die Hinterflügel sind gelb-orange mit einem breiten braunen Außenrand. Es gibt auch blasser gefärbte Individuen, bei denen die Musterung weniger stark ausgebildet ist (forma trochiloides).
Die Raupen sind grünlich gefärbt. Ihr runder Kopf ist verhältnismäßig sehr klein. Am Kopf und am Körper verlaufen rote Streifen mittig am Rücken, seitlich des Rückens und an der Bauchseite. Am neunten und zehnten Körpersegment befinden sich an den Seiten rote schräge Linien. Das Analhorn ist sehr kurz, stummelförmig und schwärzlich.

## Verbreitung und Lebensraum
Die Art ist in weiten Teilen Afrikas verbreitet und besiedelt verschiedene offene Lebensräume.

## Lebensweise
Macroglossum trochilus ist wie auch das nahe verwandte Taubenschwänzchen (Macroglossum stellatarum) tagaktiv und kann beim Besuch verschiedener Blüten beobachtet werden. Die Raupen ernähren sich von Färberröten (Rubia), Labkräutern (Galium) und Coprosma.

## Belege